# Rogerio Steinberg
Rogerio Steinberg (Rio de Janeiro, 17 de julho de 1952 - Rio de Janeiro, 11 de outubro de 1986) foi um premiado publicitário brasileiro, conhecido por ter sido o precursor na utilização do vídeo-tape em super produções comerciais e do humor nas peças publicitárias para imóveis e varejo.

## Carreira
Em 1971, ingressou na faculdade de arquitetura, mas seguiu carreira publicitária, que iniciou-se em 1972 na Norton Publicidade. Em 1973 participou do Salão de Verão no Museu de Arte Moderna do Rio de Janeiro expondo um elevador espelhado, que emitia sons inesperados e deixava o público assistir a sua própria reação.
Em 1975, fundou sua própria agência, a Propaganda Estrutural.
Flamenguista doente, Rogerio também se envolveu em diversas ações de marketing para o time, institucionalizando o personagem Uruba, que possui uma estátua na sede social do clube, na Gávea. O personagem foi criado em 1985, como símbolo da torcida do Flamengo, para marcar a campanha de retorno do jogador Zico ao clube.

### Projeto Zico
O "Projeto Zico" foi uma iniciativa pioneira de marketing esportivo idealizada por Steinberg que captou apoio da iniciativa privada (Adidas, Coca-Cola, Mesbla e Sul América Seguros) para trazer de volta para o time da Gávea o seu maior ídolo, que estava na Itália. Em contrapartida, os patrocinadores contariam com o Galinho em uma série de eventos promocionais e mensagens publicitárias.
O projeto Zico, considerado a maior promoção esportiva da propaganda brasileira, foi uma sucessão de eventos que envolveu o Zico, entre eles um filme publicitário (uma espécie de "especial") que foi ao ar, pela Rede Manchete, no domingo anterior ao retorno do Zico ao Flamengo. Precedido por uma barragem de notícias e chamadas, o programa conquistou ótimos índices de audiência. Com direção de Carlos Manga, o elenco do programa contou com interpretações dos atores Paulo Fortes, Ronald Golias, Jonas Bloch, Reinaldo Gonzaga, Jece Valadão, Waldick Soriano, Anselmo Duarte, entre outros. Moraes Moreira e Raimundo Fagner também fizeram uma palhinha, assim como Bernard e Roberto Dinamite. O roteiro da peça foi: seis garotos fanáticos pelo Flamengo — Cebola, Gênio, Pulga, Bochecha, Limão e G/18 — iam à Itália buscar de volta o ídolo.
Outros eventos do Projeto Zico envolveram um jogo amistoso (realizado no dia 12 de julho de 1985, contra um combinado de craques internacionais, como Paulo Roberto Falcão, Karl-Heinz Rummenigge, Cerezo e Maradona. ), campanhas promocionais diversas, camisetas, brindes e brinquedos.
O "Projeto Zico" foi premiado no Festival de Vídeo em Nova Iorque com a medalha de ouro na categoria de programas destinados a crianças. E seu roteiro foi, no mesmo Festival, escolhido como um dos dois finalistas.

## Uruba
O mascote Uruba, do Flamengo, também foi uma criação de Rogério.
"No decorrer do projeto, veio a ser criado um personagem que poderá ter vida longa: Uruba, a viva encarnação do torcedor rubro-negro, homem do povo sofrido mas sempre disposto a enfrentar a vida e a acompanhar o Flamengo no melhor e no pior. Concebido por Rogerio e desenhado por Arturo Uranga, foi transformado em fantasia nas mãos de Eloy Machado"  http://rogeriosteinberg.com.br/
"Rogerio me procurou para fazer o trabalho sobre o Uruba, o boneco. Ele foi o pai do bicho e eu gostei, dei forma a ele, nós éramos assim como uma espécie de pai e mãe do Uruba. Mas, apesar de ter um pedacinho de mim também, o Uruba era o Rogerio, tinha a voz dele, tinha a alma do Rogerio." - Elói Machado

## Morte
Em Outubro de 1986, fez parte do júri do II Festival do VT Publicitário. Ao voltar desse evento, ele foi vítima de um acidente fatal com seu carro, na estrada Araruama-Rio. Segundo testemunhas, seu carro (um Santana branco) se desgovernou e capotou na Curava do Marrom, no km 8 da rodovia.

## Prêmios
Individuais
| Ano  | Prêmio                           | Categoria                       | Trabalho     | Resultado       | Ref.  |
| ---- | -------------------------------- | ------------------------------- | ------------ | --------------- | ----- |
| 1981 | Prêmio Colunistas                | Publicitário do Ano             |              | Venceu          | [ 9 ] |
| 1985 | Festival de Vídeo de Nova Iorque | Programas destinados a crianças | Projeto Zico | Medalha de ouro | [ 7 ] |
| 1985 | Festival de Vídeo de Nova Iorque | Melhor Roteiro                  | Projeto Zico | Indicado        | [ 7 ] |

Para sua empresa
- 1982 - Prêmio Colunistas: "Agência do ano"
- 1983 - Prêmio Colunistas: "Destaque do ano"

## Homenagens e Honrarias
- Em sua homenagem, seus pais fundaram o Instituto Rogerio Steinberg para contribuir no processo de educação de crianças e adolescentes superdotados oriundos das classes menos favorecidas.[10]
- Desde 1987, o troféu do melhor vídeo-tape do Festival VT Búzios, da ABAP, se chama "Prêmio Rogerio Steinberg".
- O auditório da Sede Social do Clube de Regatas do Flamengo recebeu seu nome[11]
- O Prêmio Colunistas do Rio de Janeiro distribui um prêmio especial que leva seu nome.

## Biografias
- A publicidade de Rogério Steinberg - Editora Index (1987)[12]